# Tino Edelmann
Tino Edelmann, född den 13 april 1985, är en tysk utövare av nordisk kombination som tävlat i världscupen sedan 2002.
Edelmanns första pallplats i världscupen kom i en sprinttävling 2007 där han slutade trea. Edelmanns främsta meriter är från VM 2007 där han tog silver med det tyska laget i stafett 4 x 5 kilometer och en silvermedalj vid världsmästerskapen i nordisk skidsport 2011. 